# بهارستان (كتاب)
بهارستان (تعني أرض الربيع، أو بستان الربيع، أو حديقة الربيع)، هو كتاب نثري فارسي كتبه الجامي. يحتوي على قصص وحكايات ونصائح أخلاقية في الغالب نثرًا، ولكن أيضًا في الشعر. ينقسم البهارستان إلى ثمانية فصول، ومقدمة، وجزء نهائي. كل فصل يُسمى روضة (من الكلمة روضة العربية). في مقدمة بهارستان، ذكر الجامي أنه كتب هذا الكتاب على غرار كتاب جولستان لسعدي الشيرازي لابنه الذي كان في العاشرة من عمره في ذلك الوقت وكان يدرس. يحتوي بهارستان على محتوى حول التصوف والروحانيات. هذا الكتاب مُكون من 469 بيتًا شعريًا، 16 بيتًا منها باللغة العربية والباقي باللغة الفارسية. "بهارستان فيها سجع في نصوصها، ونوع نثرها مقفى ، أي إيقاعي." يحتوي كل فصل في بهارستان على موضوع محدد، على سبيل المثال، في الفصل السابع، الموضوع هو حياة وسيرة بعض الشعراء.

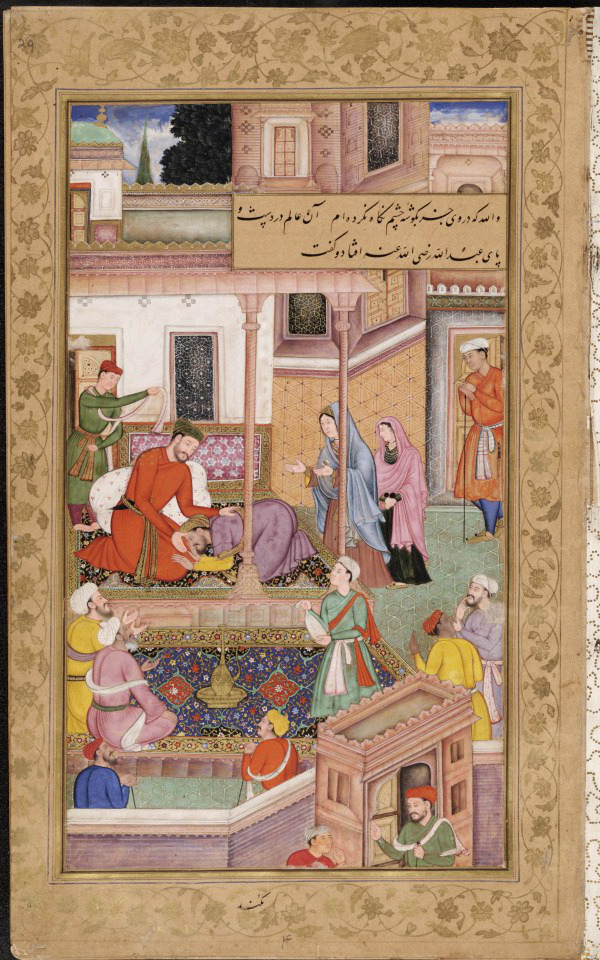
رسم توضيحي من بهارستان ، يعود تاريخه إلى عام 1595، مع سطرين من النص المضمن